# Micreune formidanda
Micreune formidanda är en insektsart som beskrevs av Walker 1857. Micreune formidanda ingår i släktet Micreune och familjen hornstritar. Inga underarter finns listade i Catalogue of Life.